# Paul Bear Bryant Award
Le Paul « Bear » Bryant Award est une récompense décernée annuellement depuis 1986 au meilleur entraîneur de l'année de la NCAA Division I FBS. Le nom de cette récompense fait référence à l'ancien entraîneur d'Alabama décédé d'une crise cardiaque en 1983. Ce titre est décerné par l'association nationale des commentateurs et journalistes sportifs (en anglais : National Sportscasters and Sportswriters Association. Le bénéfice de la cérémonie de remise des prix est remis à l'American Heart Association(en). Le trophée du meilleur entraîneur de l'année a en réalité débuté en 1957 mais fut renommé en 1986 le Bryant Award. Ce dernier a d'ailleurs remporté le prix de l'entraîneur de l'année en 1961, 1971, et 1973.
Selon le site officiel, le Paul "Bear" Bryant College Football Coaching Awards est un événement exclusif qui honore un entraîneur de football américain qui grâce à ses grandes réalisations, tant sur qu'en dehors du terrain, en font une légende. Cette récompense reconnait ses qualités d'entraîneur et lui permet de prendre une place méritée dans l'histoire à côté d'autres légendes comme Bear Bryant.
Contrairement à de nombreux prix relatif au meilleur entraîneur de football universitaire, celui-ci est remis chaque saison après les bowls.

## Palmarès
| Années | Lauréats            | Équipes                                    |
| ------ | ------------------- | ------------------------------------------ |
| 1986   | Joe Paterno         | Nittany Lions de Penn State (Indépendants) |
| 1987   | Dick MacPherson     | Orange de Syracuse                         |
| 1988   | Lou Holtz           | Fighting Irish de Notre Dame               |
| 1989   | Bill McCartney      | Buffaloes du Colorado                      |
| 1990   | Bobby Ross          | Yellow Jackets de Georgia Tech             |
| 1991   | Don James           | Huskies de Washington                      |
| 1992   | Gene Stallings      | Crimson Tide de l'Alabama                  |
| 1993   | Terry Bowden        | Tigers d'Auburn                            |
| 1994   | Rich Brooks         | Ducks de l'Oregon                          |
| 1995   | Gary Barnett        | Wildcats de Northwestern                   |
| 1996   | Bruce Snyder        | Sun Devils d'Arizona State                 |
| 1997   | Lloyd Carr          | Wolverines du Michigan                     |
| 1998   | Bill Snyder         | Wildcats de Kansas State                   |
| 1999   | Frank Beamer        | Hokies de Virginia Tech                    |
| 2000   | Bob Stoops          | Sooners de l'Oklahoma                      |
| 2001   | Larry Coker         | Hurricanes de Miami                        |
| 2002   | Jim Tressel         | Buckeyes d'Ohio State                      |
| 2003   | Nick Saban          | Tigers de LSU                              |
| 2004   | Tommy Tuberville    | Tigers d'Auburn                            |
| 2005   | Mack Brown          | Longhorns du Texas                         |
| 2006   | Chris Petersen      | Broncos de Boise State                     |
| 2007   | Mark Mangino        | Jayhawks du Kansas                         |
| 2008   | Kyle Whittingham    | Utes de l'Utah                             |
| 2009   | Chris Petersen      | Broncos de Boise State                     |
| 2010   | Gene Chizik         | Tigers d'Auburn                            |
| 2011   | Mike Gundy          | Cowboys d'Oklahoma State                   |
| 2012   | Bill O'Brien        | Nittany Lions de Penn State                |
| 2013   | Gus Malzahn         | Tigers d'Auburn                            |
| 2014   | Gary Patterson      | Horned Frogs de TCU                        |
| 2015   | Dabo Swinney        | Tigers de Clemson                          |
| 2016   | Dabo Swinney        | Tigers de Clemson                          |
| 2017   | Scott Frost (en)    | Knights de l'UCF                           |
| 2018   | Dabo Swinney        | Tigers de Clemson                          |
| 2019   | Ed Orgeron (en)     | Tigers de LSU                              |
| 2020   | Nick Saban          | Crimson Tide de l'Alabama                  |
| 2021   | Luke Fickell (en)   | Bearcats de Cincinnati                     |
| 2022   | Sonny Dykes (en)    | Horned Frogs de TCU                        |
| 2023   | Mike Norvell (en)   | Seminoles de Florida State                 |
| 2024   | Marcus Freeman (en) | Fighting Irish de Notre Dame               |

## Statistiques par équipe
| Équipes                        | Nombre de trophées gagnés |
| ------------------------------ | ------------------------- |
| Tigers d'Auburn                | 4                         |
| Tigers de Clemson              | 3                         |
| Crimson Tide de l'Alabama      | 2                         |
| Broncos de Boise State         | 2                         |
| Tigers de LSU                  | 2                         |
| Fighting Irish de Notre Dame   | 2                         |
| Nittany Lions de Penn State    | 2                         |
| Horned Frogs de TCU            | 2                         |
| Sun Devils d'Arizona State     | 1                         |
| Bearcats de Cincinnati         | 1                         |
| Buffaloes du Colorado          | 1                         |
| Seminoles de Florida State     | 1                         |
| Yellow Jackets de Georgia Tech | 1                         |
| Jayhawks du Kansas             | 1                         |
| Wildcats de Kansas State       | 1                         |
| Hurricanes de Miami            | 1                         |
| Wolverines du Michigan         | 1                         |
| Wildcats de Northwestern       | 1                         |
| Buckeyes d'Ohio State          | 1                         |
| Sooners de l'Oklahoma          | 1                         |
| Cowboys d'Oklahoma State       | 1                         |
| Ducks de l'Oregon              | 1                         |
| Orange de Syracuse             | 1                         |
| Longhorns du Texas             | 1                         |
| Knights de l'UCF               | 1                         |
| Utes de l'Utah                 | 1                         |
| Hokies de Virginia Tech        | 1                         |
| Huskies de Washington          | 1                         |

## Palmares du Paul «Bear» Bryant Lifetime Achievement Award
Prix décerné pour l'ensemble de la carrière.
- 2000 – Darrell Royal
- 2001 – Charles McClendon
- 2002 – Bill Yeoman
- 2003 – Frank Broyles
- 2004 – Gene Stallings
- 2005 – Lou Holtz
- 2006 – Jack Pardee
- 2007 – Bo Schembechler
- 2008 – Tom Osborne
- 2009 – Barry Switzer
- 2010 – Vince Dooley
- 2011 – Bobby Bowden
- 2012 – Hayden Fry
- 2013 – LaVell Edwards
- 2014 – R. C. Slocum
- 2015 – Jimmy Johnson
- 2016 – Mack Brown
- 2017 – Barry Alvarez
- 2018 – Steve Spurrier
- 2019 – Frank Beamer
- 2020 – Bill Snyder
- 2021 – Howard Schnellenberger
- 2022 – John Robinson
- 2023 – Lloyd Carr

## Palmares du Paul "Bear" Bryant Newcomer Coach of the Year Award
Décerné pour la première fois en 2023 pour honorer le meilleur entraîneur-chef lors de sa première saison FBS dans ce rôle.
| Années | Lauréats         | Équipes                  |
| ------ | ---------------- | ------------------------ |
| 2023   | David Braun (en) | Wildcats de Northwestern |